# Richard Lester
Richard Lester (Philadelphia, Pennsylvania, 1932. január 19. –) amerikai filmrendező, filmproducer, forgatókönyvíró, színész és filmzeneszerző. Az 1950-es évek elején költözött Angliába, ott vált ismert rendezővé. A brit új hullám, a free cinema egyik legjelentősebb alkotója volt. Kiugró közönségsikert ért el a Beatles együttessel készült filmjeivel. Az 1990-es évektől nem forgat.

## Pályafutása

### A kezdetek
Lester fiatalon afféle csodagyereknek számított, 15 évesen már a Pennsylvaniai Egyetem hallgatója volt, 19 évesen megkapta klinikai pszichológusi diplomáját. Az egyetemen támadt fel érdeklődése a brit filmművészet, különösen az Ealing Studios komédiái iránt. 1953-ban Londonba költözött, és egy független tévéállomásnál rendezőként kezdett dolgozni. Egyik műsorát látta az ismert komikus, Peter Sellers, és felkérte arra, hogy segítsen televízióra alkalmazni a The Goon Show című sikeres rádióműsorát. A The Idiot Weekly, Price 2d címmel elkészült tévéváltozat olyan népszerű lett, hogy még ugyanabban az évben, 1956-ban további két folytatást forgattak hozzá: A Show Called Fred; Son of Fred. 1960-ban Lester és Sellers közösen írták és rendezték a The Running Jumping & Standing Still Film című 11 perces rövidfilmet, melyben rajtuk kívül Spike Milligan volt a főszereplő. A hihetetlenül kis költségvetéssel készült produkciót Oscar-díjra jelölték. A film a brit sztárcsapat, a Beatles (különösen John Lennon) egyik kedvence lett, és amikor a gombafejűek filmszerződést írtak alá, ragaszkodtak ahhoz, hogy Lester üljön a rendezői székbe.

### Beatles-filmek

A Help! forgatása

A Beatles-film előtt azonban Lester elkészítette az Egér a Holdon (1963) című szatírát, amely az űrversenyt, a hidegháborút és a kémfilmeket figurázta ki a veterán színésznő, Margaret Rutherford és Terry-Thomas főszereplésével. A Thomas által játszott szerepet a rendező egyébként Sellersnek szánta, de ő visszautasította a felkérést. 1964-ben vált valósággá az a kifizetődőnek tűnő ötlet, hogy filmet kéne forgatni a fiatalok körében egyre népszerűbb Beatles együttessel. Egy nehéz nap éjszakája címmel készült el az a szellemes „rock and roll-vígjáték”, amely áldokumentarista stílusban mutatja be a fiúk egyetlen, őrült napját, miközben „mellékesen” óriási népszerűségük titkába is beavatja a nézőt: az életvidám mókázás iránti kimeríthetetlen igény, és persze sok-sok remek sláger. A film és az azonos című nagylemez egyébként szinte egyszerre jelent meg Angliában. A siker óriási volt, a szigetországon túl is, sőt Lester alkotását két kategóriában (forgatókönyv, zene) Oscar-díjra is jelölték. Az Egy nehéz nap éjszakája számos technikai megoldása később a zenés videókban köszönt vissza, és ennek köszönhető, hogy az amerikai MTV csatorna évekkel később „A zenés videók atyja” címet adományozta Lesternek, aki sajátos humorral fogadta az elismerést: vérvizsgálatot kért.
1965-ben elkészült Lester és a Beatles újabb közös filmje, a Help!, amelyet már színesben forgattak. A különleges helyszínek (a Bahamák, az osztrák Alpok), a mulatságos és valószerűtlen kalandok az 1960-as évek közepén különösen népszerű James Bond-filmekre emlékeztetnek. A produkció eredetileg az Eight Arms to Hold You címet kapta, ám ez senkinek nem tetszett igazán. A vágás időszakában Lennon épp a Help! című dalt komponálta, ezért végül ezt választották a film címének is. Mondani sem kell, hogy ebben a produkcióban is számos Beatles-sláger elhangzik. A film ugyan sikeres lett, ám éppen a Beatles-tagok voltak vele elégedetlenek, állítólag azt mondták: „Statisztáknak éreztük magunkat a saját filmünkben”. Lester és a Beatles együttműködése ezzel véget ért, ám a Help! forgatása egy új barátot hozott Lester életébe a kövérkés komikus, Roy Kinnear személyében.

### Sikerek és kudarcok

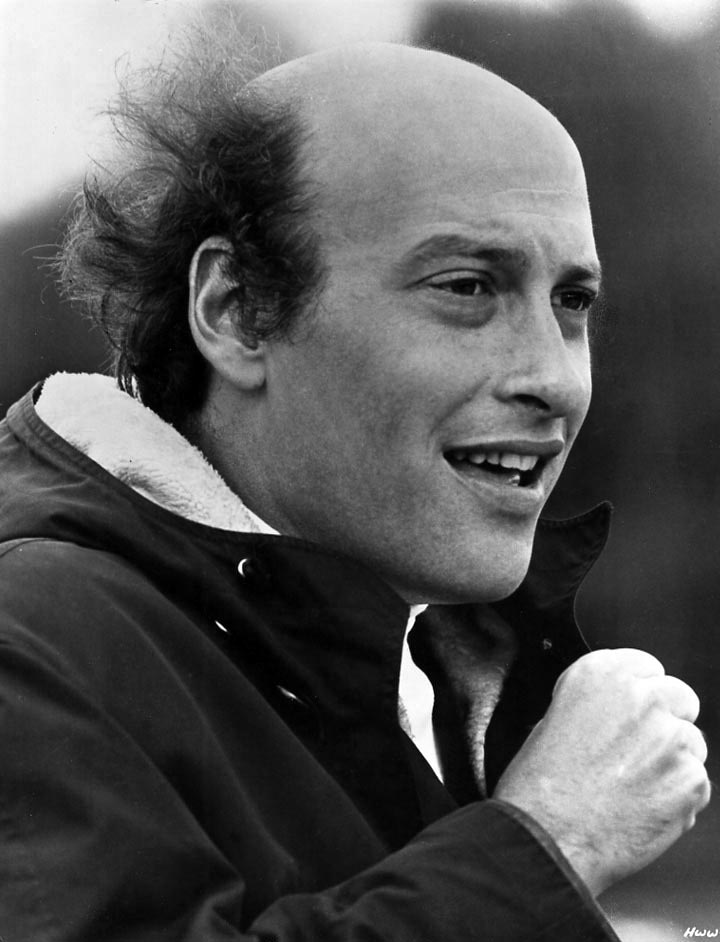
Richard Lester 1967 körül

A két Beatles-film között Lester leforgatta A csábítás trükkje című filmjét, amely a free cinema egyik legjelentősebb, legszellemesebb és legsikeresebb darabja lett, az 1965-ös cannes-i filmfesztiválon pedig elnyerte a fődíjat, az Arany Pálmát. A jellegzetes angol humorral átitatott film szeretetreméltóan mafla hőseivel egyben a ’60-as évek Londonjáról is érzékletes képet fest. A női főszerepet a free cinema emblematikus alakja, Rita Tushingham játszotta. A rendező következő filmje már angol–amerikai produkcióban készült: az Ez mind megtörtént útban a Fórum felé (1966) alapja egy sikeres Broadway-musical volt. A filmmusicalek népszerűsége azonban akkoriban megcsappant, ezért a filmváltozatból az eredeti darab több betétdalát kihagyták. A hangsúly természetesen ismét a humoron volt, hiszen a főszerepeket két legendás komikus, Zero Mostel és a némafilmkorszak nagy egyénisége, Buster Keaton játszották: utóbbinak ez volt az utolsó filmszerepe. Noha a filmet Golden Globe-díjra jelölték, a zenéjéért pedig Oscar-díjat kapott, mégsem igazán sorolható Lester munkásságának legsikerültebb darabjai közé. Ugyanez mondható el a Hogyan nyertem meg a háborút? (1967) című háborúellenes komédiáról, melynek egyik főszerepében a Beatles-tag John Lennon látható. A második világháború idején játszódó vígjáték hőse a kétbalkezes Goodbody főhadnagy (Michael Crawford), aki tökéletesen alkalmatlan a tiszti beosztásra. Tulajdonképpen beosztottja, Transom őrmester (Lee Montague) rátermettségén múlik a katonák élete, hacsak Goodbody merő szórakozottságból le nem lövi őt…
1968-ban Lester nagy feltűnést keltett drámát forgatott Petulia címmel Julie Christie, George C. Scott és Richard Chamberlain emlékezetes főszereplésével. Az amerikai felső középosztályt megfricskázó alkotás persze nem nélkülözte a (fekete) humort sem. Az operatőr Nicolas Roeg volt, aki egyéni látásmódú filmrendezőként vált igazán ismertté: a Petulia a későbbi Roeg-filmek eklektikus képi világát (váratlan vágások, a zoom gyakori használata, flashbackek stb.) és mozaikos szerkesztésmódját előlegezte meg. A Lester pályáján mindenképpen unikumnak számító film jelentős kritikai és közönségsiker volt, noha meglepő módon egyetlen jelentősebb díjra sem jelölték. A szakmai sikerek ellenére végső soron kudarc volt a következő évben forgatott A szoba-konyha című sci-fi-vígjáték, noha igazán parádés szereposztása volt: Rita Tushingham, Ralph Richardson, Spike Milligan, Dudley Moore és a jó barát Roy Kinnear játszották a fontosabb szerepeket. A mű azóta már felértékelődött, egyesek a Monty Python-alkotásokkal emelik egy sorba, mindazonáltal korabeli bukása miatt a rendező évekre eltűnt a filmvilágból.

### Újabb sikerek és félsikerek
Lester az 1970-es évek elején méltán világsikerű alkotásokkal került ismét az érdeklődés középpontjába. Elsőként fergeteges filmváltozatot készített Id. Alexandre Dumas A három testőr című regényéből, noha először el akarta utasítani Alexander és Ilya Salkind producerek felkérését, mondván, hogy nem akar ifjúsági filmet csinálni. Szerencsére két nap alatt meggondolta magát, és vállalta a megbízást. A terjedelmes regény forgatókönyvvé adaptálását a szellemes-ironikus írásairól ismert George MacDonald Fraser végezte. Kompromisszumok árán ugyan, de minden idők egyik legemlékezetesebb sztárparádéját sikerült összehozni a látványos film számára: a testőröket Michael York, Oliver Reed, Frank Finlay és Richard Chamberlain keltették életre, a további szerepekben pedig Charlton Heston, Christopher Lee, Raquel Welch, Faye Dunaway, Jean-Pierre Cassel, Geraldine Chaplin és Simon Ward nyújtottak emlékezetes alakítást. Persze jutott feladat Roy Kinnear (Planchet) és Spike Milligan (Bonacieux) számára is. A produkcióhoz egy emlékezetes peres ügy kapcsolódik. A két producer ugyanis úgy döntött, hogy a Lester által felvett anyagot két külön filmként küldik moziba: A három testőr, avagy a királyné gyémántjai (1973); A négy testőr, avagy a Milady bosszúja (1974). A színészek becsapva érezték magukat, mivel ők egyetlen film után kaptak gázsit (az eredeti terv ugyanis az volt, hogy egész estét betöltő, kétrészes filmet forgatnak), holott gyakorlatilag kettőt forgattak velük. A dologból per lett, ami a színészek győzelmével zárult, ám így is kevesebbet kaptak, mintha eleve két külön filmre szerződtek volna.
A kosztümös történelmi film után Lester a katasztrófafilmek aktuális divatjának hódolt a Pénzt vagy életet! (1974) című munkájával. Az izgalmas film a Britannic nevű óceánjárón játszódik, amelyen ismeretlen tettes időzített bombákat helyezett el, melyeket távirányítással működésbe kíván hozni, amennyiben nem fizetik ki számára az általa követelt tekintélyes összeget. Tűzszerészek egy csoportja azonban az idővel versenyezve megpróbálja hatástalanítani az ördögi szerkezetet. A főszerepeket Omar Sharif, Richard Harris, David Hemmings és Anthony Hopkins játszották. A Pénzt vagy életet! után Lester visszatért a kosztümös és ironikus kalandfilmek világába. Elsőként George MacDonald Fraser Angliában igen népszerű Flashman-regényeinek egyikét, a Királyi játszmát filmesítette meg. A történet főhőse, Harry Flashman afféle brit Háry János, aki a XIX. századi Európában a legkülönbözőbb vicces kalandokba bonyolódik. A szerepet Lester Malcolm McDowellre bízta, akivel már a Testőr-filmekben is szeretett volna dolgozni, de ez akkor nem jött össze. További szereplők: Florinda Bolkan, Alan Bates, Britt Ekland és Oliver Reed. A Robin és Marian (1976) egy újabb fricska a történelmi (és irodalmi) legendáknak: a film főszereplője a korosodó Robin Hood (Sean Connery), aki hosszú távollét után tér haza, ahol ismét szembekerül Nottingham urával. A történetből persze most sem hiányzik Marion (Audrey Hepburn), aki kedvese távollétében apáca lett. A film sajnos nem lett igazán sikeres, noha olyan színészek szerepelnek még benne, mint Robert Shaw, Richard Harris, Ian Holm, Denholm Elliott és Nicol Williamson.
Éppen 10 évvel az Ez mind megtörtént útban a Fórum felé után Lester ismét egy Broadway-sikerdarabot vitt filmre A Ritz fürdőház (1976) címmel. A film szereplői közül öten – Jack Weston, Rita Moreno, F. Murray Abraham, Jerry Stiller és Paul B. Price – az eredeti színpadi változatban játszott szerepüket formálták meg a kamerák előtt. A szereplők között feltűnik a fiatal Treat Williams is, aki 3 évvel később a Hair című emlékezetes film főszereplőjeként lett világhírű. A cselekmény helyszíne egy homoszexuális férfiak által előszeretettel látogatott fürdőház, ahová az életét féltő főszereplő menekül a haldokló apósa által rászabadított bérgyilkosok elől. Vígjátékról lévén szó a végén persze minden jóra fordul, de addig a rendező mindent megtesz, hogy állandó működésben tartsa a nézők rekeszizmait. A siker azonban elmaradt. Lester három év szünet után a ’70-es évek végén ült ismét a rendezői székbe. Új filmje, a Butch és Sundance – A korai évek főszereplői a Vadnyugat két legendás banditája, Butch Cassidy és a Sundance kölyök voltak – mint fiatal kezdők. Alakjukat két tehetséges színész, Tom Berenger és William Katt keltették életre. A prequelnek mondható alkotás – amely éppen 10 évvel a világsikerű Butch Cassidy és a Sundance kölyök után készült – sajnos nem lett kasszasiker, ahogyan csekély érdeklődés kísérte a Sean Connery nevével fémjelzett Kuba (1979) című politikai thrillert is.

### Superman
Lestert régi ismerősei, Alexander és Ilya Salkind felkérték, hogy vegyen részt a Superman (1978) című szuperprodukciójuk elkészítésében mint producer. Állítólag Lester közvetített Richard Donner rendező és Salkindék között. Noha a Testőr-filmekkel a producerek egyszer már megjárták, a Superman esetében mégis újra megtették, hogy tulajdonképpen egyszerre két filmet forgattak ugyanazzal a stábbal. Alighogy azonban az első rész mozikba került, a producerek elbocsátották Donnert, és Lesterre bízták a folytatás megrendezését, annak ellenére, hogy annak kb. 3/4-ét Donner már leforgatta. Lester szinte semmit nem használt fel a kollégája által forgatott anyagból, amire pedig szüksége volt saját elképzeléseihez, azt újra leforgatta. Mivel a Lex Luthort játszó Gene Hackman ilyen körülmények között nem volt hajlandó tovább dolgozni, Lester kénytelen volt a sztár helyett dublőrt alkalmazni, illetve a korábban felvett anyag egyes részeit újra felhasználni. 1983-ban Lester rendezte meg a Superman III-at is, amit viszont a kritika és a közönség szinte egyöntetű csalódással fogadott. Számos rajongó úgy gondolta, hogy a harmadik Superman-epizóddal a sorozat egyértelműen rossz irányba kanyarodott, és Lestert hibáztatták Superman népszerűségének visszaeséséért.

### Hanyatlás és visszavonulás
Nem lett sikeres az 1984-ben készült Utazó koporsó sem, ami A Ritz fürdőházra emlékeztető „tévedések vígjátéka”: egy dúsgazdag üzletember lánykája barátja segítségével kipakolja apuka széfjét, majd a zsákmányt egy koporsóba rejtik, és irány az ország másik vége. Közben azonban egy állástalan görkorcsolyaedző is kénytelen menekülőre fogni, és mondani sem kell, hogy hőseink útjai találkoznak… Az 1980-as évek végén Lester megpróbálkozott a régi dicsőség felidézésével: újabb Testőr-filmet forgatott, ezúttal a muskétások időskori kalandjairól Dumas Húsz év múlva című regénye alapján. Eleinte úgy tűnt, újra mellépártolt a szerencse: a rossz emlékű peres ügy ellenére mindegyik egykori szereplő, akire szükség volt, vállalta a megkésett folytatást. George MacDonald Fraser ugyancsak vállalta a forgatókönyv megírását, ám ezúttal nem boldogult túl jól: ugyanolyan terjedelmes anyagot kellett egyetlen filmbe sűrítenie, mint amennyit másfél évtizeddel korábban két filmre osztottak el. A dramaturgiai problémák ellenére A testőrök visszatérnek lényegesen igényesebb és élvezetesebb alkotás lett, mint az 1990-es években készült A három testőr-feldolgozások. A forgatás során azonban szomorú tragédia történt: a rendező régi barátja, a kövér Planchet alakját megformáló Roy Kinnear az egyik jelenet felvétele közben olyan szerencsétlenül esett le a lóról, hogy életét vesztette. Lestert és Frasert egyaránt megviselte Kinnear halála, és a film befejezése után mindketten visszavonultak. Lester 1991-ben még elvállalta Paul McCartney koncertvideója, a Get Back megrendezését, mert mint mondta, őt a Beatles tette világhírűvé, ezért ennyivel tartozott régi barátjának. 1993-ban Lester ajánlásával mutatták be a BBC ötrészes sorozatát, a Hollywood UK-t, amely az 1960-as évek brit filmgyártásáról szólt. 1999-ben az ismert rendező, Steven Soderbergh Getting Away With It címmel könyvet jelentetett meg, amely a Lesterrel készített hosszadalmas beszélgetéseket tartalmazta: Soderbergh ugyanis nagy tisztelője idős kollégájának.

## Ismertebb filmjei
- 1991 Get Back
- 1989 A testőrök visszatérnek (The Return of the Musketeers)
- 1984 Utazó koporsó (Finders Keepers)
- 1983 Superman III
- 1980 Superman II
- 1979 Kuba (Cuba)
- 1979 Butch és Sundance – A korai évek (Butch and Sundance: The Early Days)
- 1976 A Ritz fürdőház (The Ritz)
- 1976 Robin és Marian (Robin and Marian)
- 1975 Királyi játszma (Royal Flash)
- 1974 A négy testőr, avagy a Milady bosszúja (The Four Musketeers)
- 1974 Pénzt vagy életet! (Juggernaut)
- 1973 A három testőr, avagy a királyné gyémántjai (The Three Musketeers)
- 1969 A szoba-konyha (The Bed Sitting Room)
- 1968 Petulia
- 1967 Hogyan nyertem meg a háborút? (How I Won the War)
- 1966 Ez mind megtörtént útban a Fórum felé (A Funny Thing Happened on the Way to the Forum)
- 1965 Help!
- 1965 A csábítás trükkje (The Knack …and How to Get It)
- 1964 Egy nehéz nap éjszakája (A Hard Day's Night)
- 1963 Egér a Holdon (The Mouse on the Moon)
- 1962 It's Trad, Dad! (Dick Lester néven)
- 1960 The Running Jumping & Standing Still Film (Dick Lester néven)
- 1959 After Hours (tévésorozat)
- 1956 Son of Fred (tévésorozat)
- 1956 A Fred című show (A Show Called Fred) (tévésorozat)
- 1956 The Idiot Weekly, Price 2d (tévésorozat)
- 1954 The Vise (tévésorozat)

## Fontosabb díjak és jelölések

### Avoriazi filmfesztivál
- 1976 díj A szoba-konyha (a zsűri különdíja, megosztva a The Final Programme című filmmel)

### Berlini filmfesztivál
- 1965 jelölés A csábítás trükkje (Arany Medve-jelölés)
- 1969 jelölés A szoba-konyha (Arany Medve-jelölés)
- 1969 díj A szoba-konyha (C. I. D. A. L. C. Gandhi-díj)

### Cannes-i filmfesztivál
- 1965 díj A csábítás trükkje (Arany Pálma; a Kép- és Hangtechnikai Főbizottság (CST) külön dicsérete[5])

### BAFTA-díj
- 1966 jelölés A csábítás trükkje (legjobb brit film, legeredetibb film)

### Evening Standard-díj
- 1975 díj A három testőr, avagy a királyné gyémántjai (legjobb filmvígjáték)
- 1976 díj A négy testőr, avagy a Milady bosszúja (legjobb filmvígjáték)